# Бен-10: Секрет Омнитрикса
«Бен 10: Секрет Омнитрикса» (англ. Ben 10: Secret of the Omnitrix) — полнометражный мультипликационный фильм студии Cartoon Network Studios. Премьера состоялась на телеканале Cartoon Network 10 августа 2007 года. В основу мультфильма легли комиксы студии «Man of Action» и мультсериал «Бен 10: Классика».

## Сюжет
Во время сражения с доктором Энимо, разрушенная Беном бомба учёного активирует режим самоуничтожения часов Омнитрикс. Сигнал об активации доходит до Тетракса и он, вместе со своим пилотом Глуто, направляется на Землю, чтобы помочь Бену. Он объясняет ситуацию Бену, который не знал назначение обратного отчёта в Омнитриксе. Бен оставляет кузину Гвен и дедушку Макса и отправляется с Тетраксом в поисках создателя Омнитрикса — Азимуса, так как только он может остановить саморазрушение часов, которое погубит не только Бена, но и всю Вселенную. Но Гвен пробирается на корабль Тетракса вслед за кузеном.
Они прилетают на одну из планет, считая, что там находится Азимус, но вместо него находят его эксцентричную помощницу Майакс, которая направляет их на планету Зенон, где скрывается Азимус.
Вилгакс и его воины тоже подхватывают сигнал саморазрушения от Омнитрикса и начинают преследовать Бена. Направляясь на планету Азимуса, Бен и его друзья подвергаются нападению со стороны Вилгакса. Бен отражает атаку, но в этой схватке погибает Глуто, защищая Гвен. Корабль Тетракса падает на планету Азимуса и взрывается .
На планете они подвергаются нападению растений хищников (то есть диких Лоз), которые захватывают Гвен. Бен, который винит себя в том, что Гвен схвачена врагом, Тетракс и Майакс направляются в логово Азимуса. Найдя Азимуса, Бен просит его отключить Омнитрикс, но Азимус, которого не волнует происходящее во Вселенной, отказывается помочь. Азимус считает, что Вселенная заслуживает уничтожения, так как он создал часы Омнитрикс на благо всей галактики, а их воспринимают как абсолютное оружие.
Вилгакс, оправившись после предыдущих поражений, нападает на логово Азимуса. Во время боя появляются Гвен и Глуто, который смог восстановиться и после помочь Гвен бежать из плена. Азимус, видя как Бен противостоит атаке Вилгакса, возобновляет веру в добро. Он восстанавливает Омнитрикс и добавляет туда ещё одного супергероя по имени «Супер-Большой», обладающего огромными размерами. «Супер-Большой» без труда разгоняет армию Вилгакса.
Бен, понимая какую угрозу таит в себе Омнитрикс, предлагает его вернуть Азимусу, который собирается покинуть планету . Но Азимус считает, что Омнитриксу самое место у Бена, так как он технически выполняет предназначение устройства.
Тетракс возвращает Бена и Гвен обратно на Землю. Бен надеется немного отдохнуть от приключений, но приходит срочное сообщение об очередном нападении пришельцев.

## Роли озвучивали
- Тара Стронг — Бен Теннисон
- Меган Смит — Гвен Теннисон
- Пол Эйдинг' — Макс Теннисон
- Стивен Блум — Вилгакс / Хитбласт / другие персонажи
- Роберт Дэвид Холл — Азимус
- Дэйв Фенной — Тетракс
- Ванесса Маршалл — Майакс
- Ди Брэдли Бейкер' — Глуто, Космический Пёс
- Ричард МакГонагл — Силач
- Ричард Стивен Хорвитз — Гуманоид
- Джим Уорд — Алмаз
- Фред Таташор — Ядро, Супер Большой
- 'Дейв Уиттенберг — Блевака'
- Дуайт Шульц' — Доктор Энимо